# Differenziale di riconoscimento e soglia del sonar

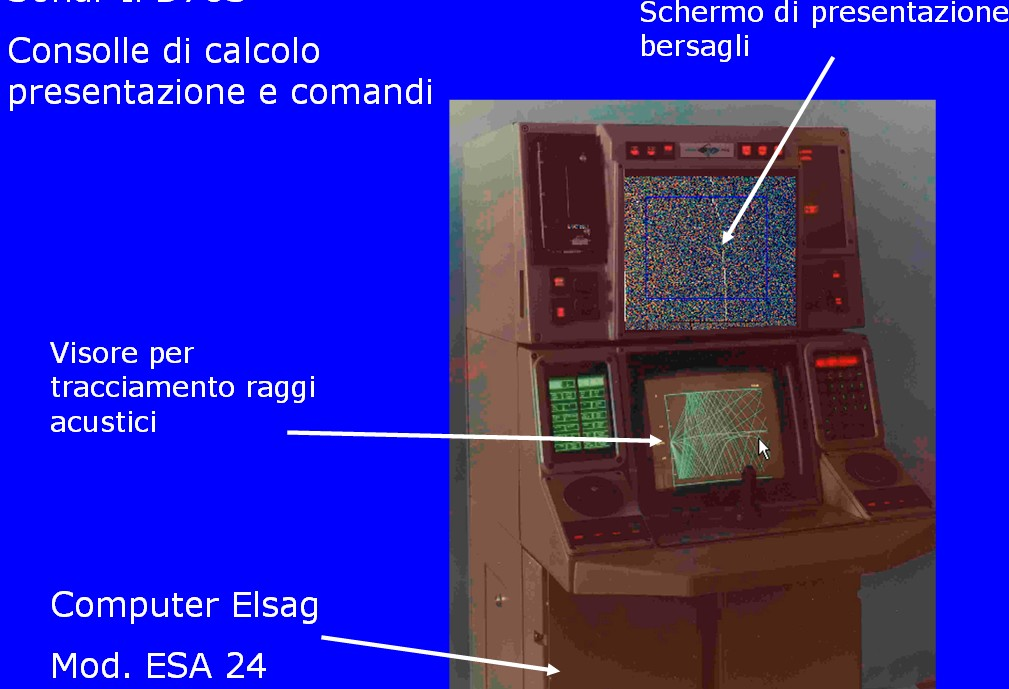
Schermo video sonar IP70 per sottomarini classe Sauro

Nelle operazioni di ricerca dei bersagli con il sonar, il più delle volte, le tracce dei segnali  sullo schermo video si confondono con le tracce dei disturbi dovuti al rumore del mare.
In tali condizioni la scoperta dei bersagli non è una cosa certa ma dipende da variabili di carattere probabilistico; in una percentuale x del tempo d'osservazione le tracce dei bersagli saranno visibili, in altra percentuale y del tempo saranno valutate erroneamente come segnali la tracce provocata dal rumore. 
La probabilità di scoperta sonar  è legata a coppie di variabili probabilistiche {\displaystyle Priv.}   e {\displaystyle Pfa.}  . e al tempo d’osservazione che l’operatore pone nella conduzione del processo di rivelazione.
Nel loro insieme le due variabili {\displaystyle Priv\ ;\ Pfa} caratterizzano la capacità del ricevitore, indicata come differenziale di riconoscimento e soglia del sonar  durante le delicate fasi di ricerca dei bersagli.
Le variabili entrano in gioco nei ricevitori sonar dotati di processori in correlazione
nelle fasi di contatto con un bersaglio quando il rumore ambiente è sensibile.

## Definizioni dei termini

### Differenziale di riconoscimento
Il differenziale di riconoscimento  ({\displaystyle \Delta }) espresso in {\displaystyle dB} , è il minimo
rapporto {\displaystyle S_{i}/N_{i}}  all'ingresso del correlatore con il quale un sonar può rivelare la presenza del bersaglio mascherato dal rumore. 
Secondo le convenzioni  il differenziale di riconoscimento che caratterizza un rivelatore è il minimo valore  {\displaystyle \Delta }  per il quale si abbia:
Probabilità di falso allarme {\displaystyle Pfa=10\%}
Probabilità di rivelazione {\displaystyle Priv=50\%}
{\displaystyle Pfa\ e\ Priv} sono legate tra loro tramite un parametro, indicato con la lettera {\displaystyle d}, attraverso l'insieme di curve nominate ROC.; {\displaystyle d} a sua volta è funzione di {\displaystyle Si/Ni.}

### Parametro ROC

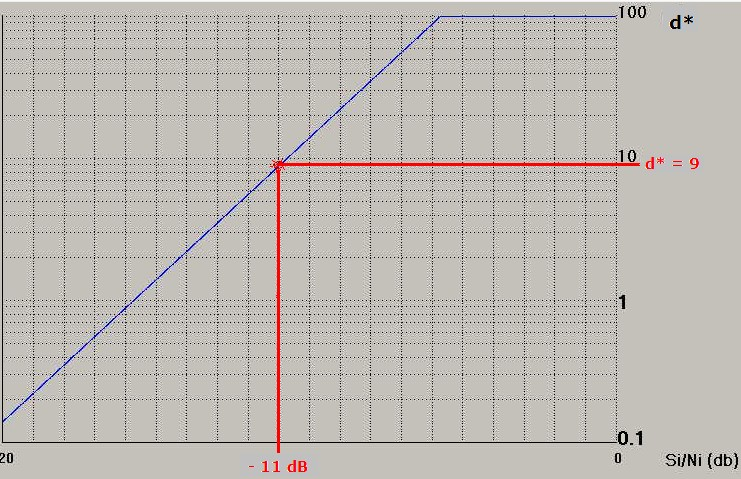
d = f(Si/Ni)

L'andamento del parametro ROC espresso con la lettera {\displaystyle d}, come funzione del rapporto {\displaystyle (Si/Ni)}  , ad esempio per le variabili  {\displaystyle BW=7000\ Hz} e {\displaystyle RC=0.1\ s},  è tracciabile in coordinate lineari logaritmiche come in figura:
Le ascisse in scala lineare si possono estendere per un campo di variabilità di {\displaystyle Si/Ni} tra {\displaystyle Si/Ni=-20\ dB} a {\displaystyle Si/Ni=0\ dB}.
Le ordinate in scala logaritmica a tre decadi si possono estendere da {\displaystyle d=0.1}  a  {\displaystyle d=100} .
Variando {\displaystyle Si/Ni} tra {\displaystyle -20\ dB} e  {\displaystyle \approx -6\ dB} il valore della funzione  {\displaystyle d} varia da un minimo di {\displaystyle d=0.15} ad un massimo di {\displaystyle d=99.99999}; ad ogni possibile valore del {\displaystyle d} sono associabili, secondo le curve ROC,  innumerevoli coppie di {\displaystyle Priv.} e   {\displaystyle Pfa.}

### Soglia
La soglia è il mezzo, hardware o software, tramite il quale l'operatore al sonar può decidere il livello oltre il quale i segnali e/o i rumori all'uscita del sistema di rivelazione possano essere elaborati o visualizzati per la loro analisi e le decisioni conseguenti.
Regolando la soglia del sonar, per fissare quale percentuale di falsi allarmi {\displaystyle (Pfa)} sia accettabile per una ricerca ottimale del bersaglio nel momento contingente, ne consegue che, in base alla banda {\displaystyle BW(Hz)} dei segnali d'ingresso ed al tempo d'osservazione {\displaystyle t(secondi)}, venga determinata automaticamente la percentuale di probabilità di rivelazione del bersaglio {\displaystyle (Priv.)}

## Dinamiche del differenziale e della soglia
In fase di elaborazione dei segnali ricevuti dal sonar emerge sempre il conflitto tra ampiezza dei segnali e i livelli dei rumori, dal rapporto {\displaystyle S_{i}/N_{i}} , misurato all'ingresso del rivelatore, dipende la probabilità di scoprire il segnale {\displaystyle (S_{i})} in presenza del rumore {\displaystyle (N_{i})}. 
Il differenziale di riconoscimento  {\displaystyle \Delta }, espresso in {\displaystyle dB}, è il minimo rapporto {\displaystyle S_{i}/N_{i}} con il quale è possibile rivelare la presenza del bersaglio mascherato dal rumore secondo criteri di probabilità, definiti da terne di variabili, comprendenti {\displaystyle \Delta } stesso.

### Formula di calcolo per una terna
La formula di calcolo che lega {\displaystyle \Delta }, (espresso in decibel), a {\displaystyle Pfa\ \%\ \;\ Priv\ \%}, per l'algoritmo relativo ad un sistema di rivelazione in correlazione è riportata:
{\displaystyle \Delta =5\ Log\ (d\ /2\ t\ BW)\ \ \ } 1) 
dove:
{\displaystyle BW=} Hz, larghezza di banda dei segnali e rumori all'ingresso del correlatore
{\displaystyle t=} s,  tempo d'integrazione post correlazione
{\displaystyle d=} parametro funzione di  {\displaystyle Pfa\ ;\ Priv} secondo le curve ROC  .
Il computo del parametro {\displaystyle (d)} in funzione di {\displaystyle \Delta } può essere sviluppato, quando necessario, secondo l'espressione: 
{\displaystyle d=(10^{y})\cdot (2\ t\ BW)\ \ \ } 2)
dove :
{\displaystyle y=(\Delta /5\ \ \ } 3)
nella quale:
{\displaystyle BW=} Hz, larghezza di banda dei segnali e rumori all'ingresso del correlatore
{\displaystyle t=} s,  tempo d'integrazione post correlazione

### Esempio di calcolo

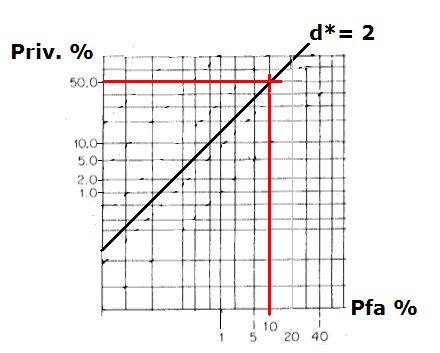
Curve ROC; esempio per

Con gli algoritmi riportati nella sezione precedente si possono valutare, ad esempio, quale probabilità di rivelazione  {\displaystyle Priv} si hanno assumendo i seguenti valori di base:
{\displaystyle Pfa=10\ \%\ ;\ BW=10000\ Hz\ ;\ \Delta =-20\ dB\ ;\ t=1\ s}.
si computa la 2):
{\displaystyle d=(10^{y})\cdot (2\ t/BW)\ \ \ }
-calcolo di {\displaystyle y} secondo la 3): 
{\displaystyle y=(\Delta /5)\ \ \ }
{\displaystyle y=(-20)/5=-4}
{\displaystyle d=(10^{-4})(2\cdot 1\cdot 10000)=2}
determinazione di {\displaystyle Priv} con l'ausilio delle curve ROC di figura:
-si tracia la retta di ascissa {\displaystyle Pfa=10\%} ad intercettare la retta {\displaystyle d=2}
-dal punto d'incontro delle due curve si individua l'ordinata {\displaystyle Priv=50\%} che risolve il problema.